# おねがいティーチャー・みずほ先生のはちみつ新学期
おねがいティーチャー・みずほ先生のはちみつ新学期（おねがいティーチャーみずほせんせいのはちみつしんがっき）は、2003年4月～2003年6月に放送された、TVアニメ「おねがい☆ティーチャー」のラジオ番組で、「おねがいティーチャー・みずほ先生のはちみつ授業ほ・しゅ・う」（文化放送・2002年10月～2003年3月放送）の後継番組。
この番組からラジオ大阪制作になり、「ゴクラク!もえもえステーション」内で放送されることになったため、関東では文化放送からTBSラジオに移ることになった。
パーソナリティーは変わらず、風見みずほ役の井上喜久子が務め、お便りとラジオドラマの構成で放送され、2003年7月から放映開始されるアニメの続編「おねがい☆ツインズ」への橋渡し的な内容となり、続編アニメ開始とともに番組も「おねがいツインズ・みずほ先生とはちみつツインズ」と発展する形で終了した。

## 関連記事
- アニラジ
- ゴクラク!もえもえステーション